# Reprezentacja Tajlandii w piłce nożnej mężczyzn
Reprezentacja Tajlandii w piłce nożnej gra pod egidą Związku Piłki Nożnej Tajlandii założonego w 1916. Od 1925 federacja jest członkiem FIFA, od 1957 jest członkiem AFC. Nigdy nie uczestniczyła w finałach Mistrzostw Świata. Największym osiągnięciem drużyny Tajlandii było zdobycie trzeciego miejsca w Pucharze Azji 1972.
Obecnie selekcjonerem reprezentacji Tajlandii jest Akira Nishino.

## Udział wMistrzostwach Świata
- 1930 – 1970 – Nie brała udziału
- 1974 – 2022 – Nie zakwalifikowała się

## Udział wPucharze Azji
- 1956 – 1964 – Nie brała udziału
- 1968 – Nie zakwalifikowała się
- 1972 – III miejsce
- 1976 – Wycofała się z udziału
- 1980 – 1988 – Nie zakwalifikowała się
- 1992 – Faza grupowa
- 1996 – Faza grupowa
- 2000 – Faza grupowa
- 2004 – Faza grupowa
- 2007 – Faza grupowa
- 2011 – 2015 – Nie zakwalifikowała się
- 2019 – 1/8 finału
- 2023 – 1/8 finału